# Elliniko Olympic Softball Centre
Das Elliniko Olympic Softball Centre ist ein Softfballstadion in Elliniko, einem Vorort der griechischen Hauptstadt Athen. Die Anlage war Teil des Elliniko Olympic Complex.
Das Zentrum wurde anlässlich der Olympischen Sommerspiele 2004 errichtet und bestand aus einem Stadion, das 4800 Zuschauer fasste, obwohl während der Olympischen Spiele maximal 3400 besetzt wurden. Nebenan befanden sich zwei Trainingsfelder. Die Bauarbeiten endeten am 29. Februar 2004, die offizielle Eröffnung erfolgte am 30. Juli 2004. Die Baukosten betrugen 8 Millionen Euro.
Bereits 10 Jahre nach der Eröffnung war die Anlage nicht mehr in Benutzung. Seither ist das Stadion stillgelegt.